# Euro Truck Simulator
Euro Truck Simulator (ETS) är ett lastbilssimulatorsspel utvecklat av SCS Software som släpptes den 29 augusti 2008. Spelaren väljer en lastbil för att sedan köra runt i delar av Europa och besöka olika städer där man hämtar och levererar gods. I april 2009 släpptes en uppgradering till spelet, Euro Truck Simulator Gold Edition.

## Gameplay
Spelaren börjar med att välja vilket land som lastbilen ska starta ifrån. Man kan välja mellan Österrike, Belgien, Tjeckien, Frankrike, Tyskland, Italien, Nederländerna, Polen, Portugal, Spanien, Schweiz och Storbritannien (endast V1.2 & V1.3). Efter det får spelaren, med en budget på 100 000 Euro, köpa en lastbil. 
Sedan kan man börja ta jobb av olika firmor genom att hämta och leverera gods till olika städer inom startlandet för att tjäna pengar. Pengarna kan spenderas på nya lastbilar, att uppgradera den nuvarande lastbilen, att utvidga sina tjänster till andra länder eller att skaffa licens för att köra brandfarligt och kemiskt gods.

## Bolag
Detta är en lista över de fraktbolag som finns i spelet.
| Bolag       | Verksamma i dessa städer                                                                    |
| ----------- | ------------------------------------------------------------------------------------------- |
| EuroGoodies | Wien, Bryssel, Prag, Paris, Berlin, Milano, Warszawa, Barcelona, Bern, London*, Manchester* |
| EuroAcres   | Bordeaux, Warszawa, Lissabon, Madrid, Bern, Newcastle*                                      |
| NBFC        | Prag                                                                                        |
| Tradeaux    | Lyon                                                                                        |
| Tree-Et     | Lyon, Frankfurt, Madrid                                                                     |
| LKWLog      | München                                                                                     |
| FCP         | Lyon                                                                                        |
| WGCC        | Frankfurt                                                                                   |
| ITCC        | Milano                                                                                      |
| Trameri     | Rom                                                                                         |
| Transinet   | Amsterdam                                                                                   |
| Posped      | Lissabon                                                                                    |
| BCF         | Manchester*                                                                                 |
| Stokes      | London*, Newcastle*                                                                         |
| Sellplan    | Wien, Prag, Berlin, München, Amsterdam, Barcelona, London*, Newcastle*                      |
| Kaarfor     | Bryssel, Bordeaux, Paris, Frankfurt, Madrid, Bern                                           |
| SanBuilders | Paris, München, Milan, Lissabon, Manchester*                                                |

| * = Tillgängliga i Euro Truck Simulator Gold Edition. |

## Lastbilar
Här är en lista över alla lastbilar som man kan köra med i spelet. Samtliga är modeller av riktiga lastbilar.
| Lastbil                                 | Motor                             | Pris     |
| --------------------------------------- | --------------------------------- | -------- |
| Runner (Renault Magnum) Klass A         | 368 kW (500 hk) 2450 Nm, V6 12.8l | €174,900 |
| Runner (Renault Magnum) Klass B         | 339 kW (460 hk) 2300 Nm, V6 12.8l | €117,900 |
| Runner (Renault Magnum) Klass C         | 302 kW (410 hk) 1900 Nm, V6 10.8l | €94,800  |
| Majestic (Mercedes-Benz Actros) Klass A | 425 kW (578 hk) 2700 Nm, V8 16l   | €176,900 |
| Majestic (Mercedes-Benz Actros) Klass B | 370 kW (503 hk) 2400 Nm, V8 16l   | €124,500 |
| Majestic (Mercedes-Benz Actros) Klass C | 320 kW (435 hk) 2100 Nm, V6 12l   | €97,800  |
| Swift (Scania R-Series) Klass A         | 456 kW (620 hk) 3000 Nm, V8 16l   | €170,900 |
| Swift (Scania R-Series) Klass B         | 412 kW (560 hk) 2700 Nm, V8 16l   | €125,100 |
| Swift (Scania R-Series) Klass C         | 345 kW (470 hk) 2200 Nm, V6 12l   | €95,700  |
| Valiant (Volvo FH) Klass A              | 485 kW (660 hk) 3100 Nm, V6 16l   | €182,900 |
| Valiant (Volvo FH) Klass B              | 426 kW (580 hk) 2800 Nm, V6 16l   | €128,300 |
| Valiant (Volvo FH) Klass C              | 353 kW (480 hk) 2400 Nm, V6 12.8l | €96,300  |

## Utgivare
Spelets utgivare varierar i olika länder.
| Land                        | Utgivare             |
| --------------------------- | -------------------- |
| Tyskland                    | Rondomedia           |
| Ryssland                    | Akella               |
| Storbritannien              | Excalibur Publishing |
| Polen                       | TopWare              |
| Ungern, Tjeckien, Slovakien | Seven M              |
| Frankrike                   | Anuman               |
| Skandinavien                | Wendros              |